# Eisemann Mihály

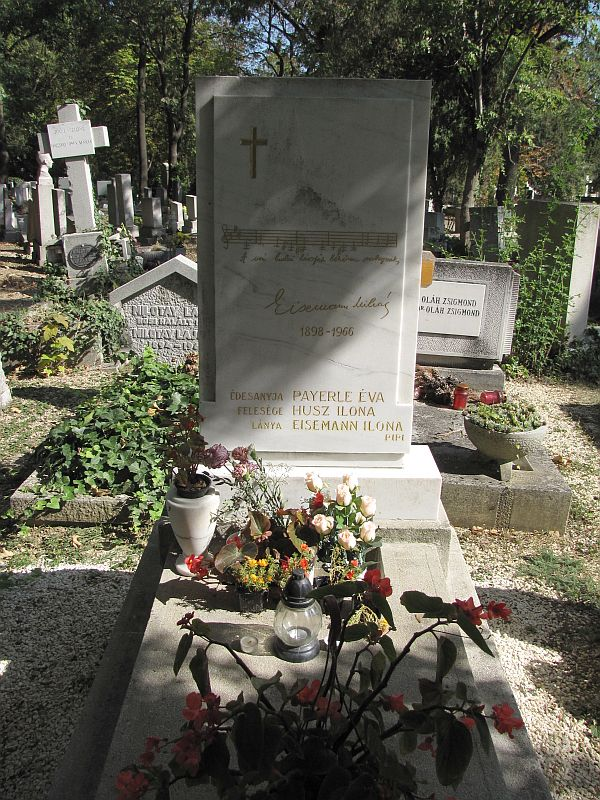
Eisemann Mihály sírja Budapesten. Farkasréti temető: 33/3-2-32

Eisemann Mihály, Egresi Mihály, teljes nevén: Eisemann Mihály László (Budapest vagy Paripás, 1898. június 19. – Budapest, 1966. február 15.) magyar zeneszerző, karmester, zongorista. Szerzői azonosítója IPI 00009131811

## Életpályája

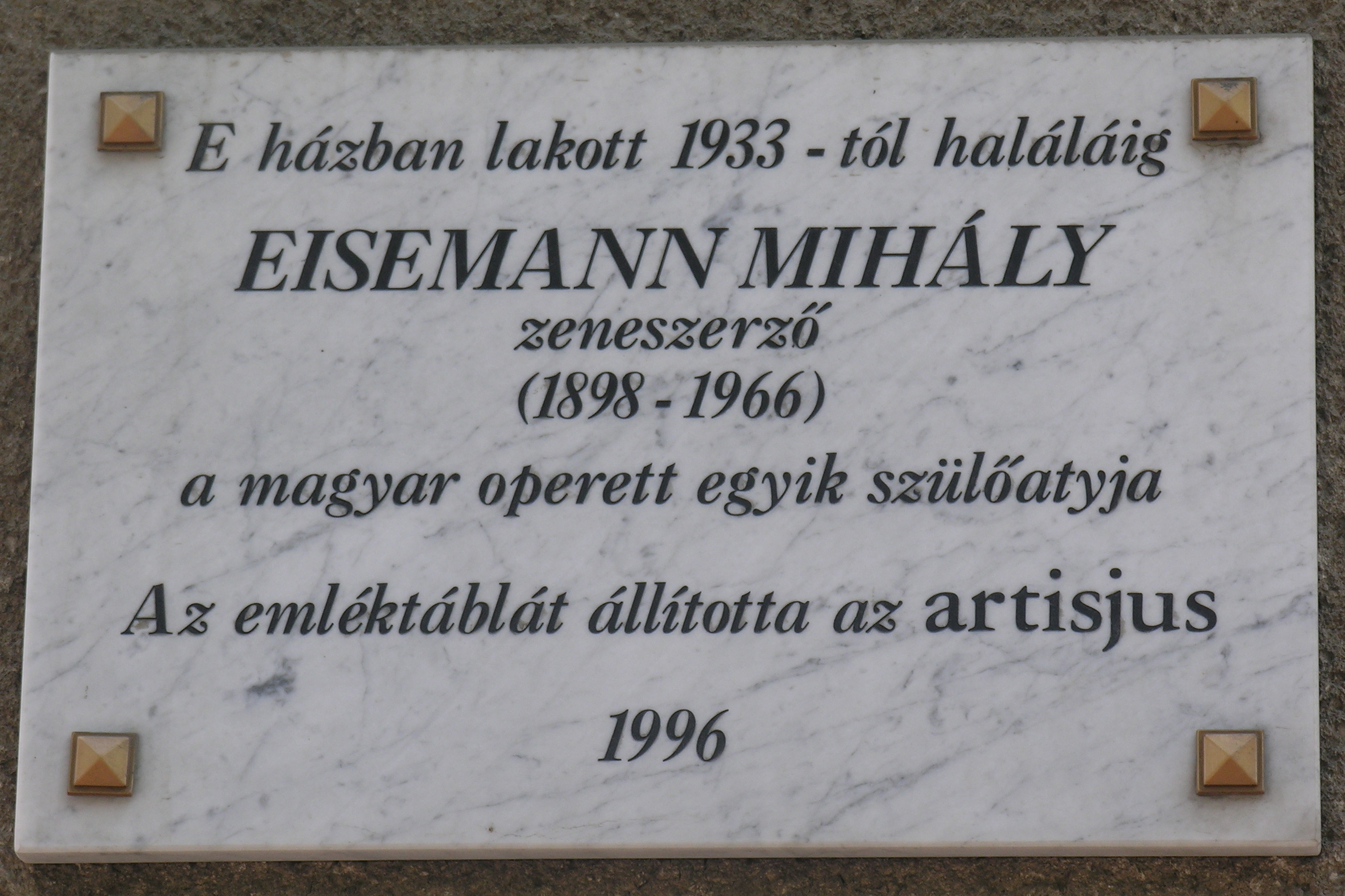
Eisemann Mihály emléktáblája egykori lakhelyén, a Bimbó út 3. szám alatt

Id. Eisemann Mihály és Payerle Éva (1876-1941) gyermekeként született. Kántortanító édesapjától tanult kottát olvasni, énekelni 7 évesen kezdett hegedülni tanulni, de nem lelte örömét benne, inkább zongoraleckéket vett apjától. 17 évesen Varga Vilma növendéke lett.
1917-ben felvették a Zeneakadémiára, Kodály Zoltán, Siklós Albert és Weiner Leó voltak a tanárai. Zeneakadémiai tanulmányaival egy időben jogot is tanult a Budapesti Jogi Egyetemen. 1924. december 17-én Budapesten, a Józsefvárosban házasságot kötött Husz Ilona Cecilia tanítónővel, Husz Gusztáv Jakab és Minarovits Cecilia lányával.
1923 és 1927 között bárzongorista volt a Stefánia úti Admiral bárban. Itt fedezte fel Harmath Imre, akkor már ismert szövegíró. A Szeret-e még? és a Lesz maga juszt is az enyém című daluk néhány hét alatt Eisemannt is országosan ismertté tette.
Három mákvirág címmel Szilágyi Lászlóval írta meg első operettjét, amelyet Miss Amerika címmel mutatott be a Fővárosi Operettszínház 1929. január 12-én. 1931-ben a Die Schwebende Jungfrau című német filmhez írt először filmzenét. 1931 és 1943 között 11 magyar filmhez írt filmzenét.
1945 után ismét bárzongorista lett, 1958-ban mutatták be utolsó előtti operettjét a Bástyasétány 77-et (vagy "A Bástya", ahogy Eisemann gyakorta nevezte).
A közkedvelt vélekedéssel ellentétben sosem volt a Fővárosi Nagycirkusz karmestere. A félreértést az okozhatja, hogy a Cirkusz csillaga című operettjét ő dirigálta a Nagycirkuszban. 
1965-ben hazalátogatott szülőföldjére, tiszteletére díszelőadást rendeztek a szabadkai színházban. Haláláig Budapesten élt, sok időt töltött gárdonyi nyaralójában. Kedvenc saját szerzeménye: Mondja, mi ragyog a szemén (1936).

## Művei

### Filmzenék
- Die Schwebende Jungfrau (1931) Német film
- Er und sein Diener (1931) Német film
- Jeder fragt nach Erika (1931) Német film
- Hyppolit, a lakáj (1931)
- Kísértetek vonata (1933)
- Trenul fantoma (1933) Francia film
- Es flüstert die Liebe / Szerelemmel vádollak (1935) Német/Magyar film
- A miniszter barátja (1939)
- Vadrózsa (1939)
- Tokaji aszú (1941)
- Egy csók és más semmi (1941)
- Édes ellenfél (1941)
- Kölcsönkért férjek (1942)
- Heten, mint a gonoszok (1943) Társszerző M. Jaryval
- Makrancos hölgy (1943)
- Családunk szégyene (1943)

### Operettek
| Mű címe                                                                | Szövegíró                                                             | Bemutató ideje     | Színház                                           |  |
| ---------------------------------------------------------------------- | --------------------------------------------------------------------- | ------------------ | ------------------------------------------------- |  |
| Miss Amerika                                                           | Szövegkönyv: Szilágyi László                                          | 1929. január 12.   | Fővárosi Operettszínház                           |  |
| Alvinczi huszárok                                                      | Szövegkönyv: Szilágyi László                                          | 1930. április 30.  | Király Színház                                    |  |
| Zsákbamacska                                                           | Szövegkönyv és vers: Szilágyi László                                  | 1931. november 25. | Pesti Színház                                     |  |
| Amerikai lányok (egy betétdal) társzeneszerző: Sándor Jenő             | Adaptáció: Bús Fekete László, vers: Szenes Andor és dr. Weiner István | 1931.              | Király Színház                                    |  |
| Egy csók és más semmi                                                  | Szövegkönyv: Éri Halász Imre– vers: Békeffi István                    | 1932. május        | Magyar Színház                                    |  |
| A cirkusz csillaga (társzeneszerző: Komjáti Károly)                    | Szövegkönyv: Bus-Fekete László, vers: Békeffi István                  | 1934. július       | Vígszínház vendégjátéka a Fővárosi Nagycirkuszban |  |
| Vadvirág                                                               | Anday Ernő–Szilágyi László, versek: Harmath Imre                      | 1934               | Andrássy-úti Színház                              |  |
| Én és a kisöcsém                                                       | Szövegkönyv és vers: Szilágyi László                                  | 1934. december     | Fővárosi Operettszínház                           |  |
| Ezüstmenyasszony                                                       | Szövegkönyv: Bús-Fekete László, Góth Sándor, Szilágyi László          | 1935. december 19. | Royal Színház                                     |  |
| Meseáruház                                                             | Szövegkönyv: Szilágyi László                                          | 1936               | Fővárosi Operettszínház                           |  |
| Kávé habbal                                                            | Szövegkönyv: Barabás Pál– vers: Harmat Imre                           | 1938               | Royal Színház                                     |  |
| Handa Banda                                                            | Szövegkönyv: K. Halász Gyula–Szilágyi László-Kristóf Károly           | 1940. január 26.   | Fővárosi Operettszínház                           |  |
| Tokaji aszú                                                            | Szövegkönyv: Szilágyi László                                          | 1940. március      | Fővárosi Operettszínház                           |  |
| Angóramacska                                                           | Szövegkönyv: Szilágyi László és Kellér Dezső                          | 1940. április      | Vígszínház                                        |  |
| XIV. René                                                              | Szövegkönyv és vers: Harsányi Zsolt– szövegkönyv: Zágon István        | 1940. szeptember   | Vígszínház                                        |  |
| Fiatalság-bolondság                                                    | Szövegkönyv: K. Halász Gyula–Kristóf Károly–vers: Kellér Dezső        | 1940. október 25.  | Fővárosi Operettszínház                           |  |
| Leány a talpán                                                         | Molnár Géza (valószínűleg Tabi László álneve)                         | 1942. május        | Vidám Színház                                     |  |
| Egy boldog pesti nyár (társzeneszerző: Buday Dénes és Fényes Szabolcs) | Szövegkönyv: Orbók Attila (álnév: Békeffi István) vers: Mihály István | 1943. április 14.  | Fővárosi Operettszínház                           |  |
| Fekete Péter                                                           | Vers: Zágon István Szövegkönyv: Somogyi Gyula                         | 1943. június 1.    | Vígszínház                                        |  |
| Őfelsége, a mama                                                       | Szövegkönyv és vers: Ihász Aladár (álnév: Vaszary Gábor)              | 1944. április      | Új Magyar Színház                                 |  |
| Bástyasétány 77.                                                       | Szövegkönyv: Baróti Géza–vers: Dalos László                           | 1958               | Fővárosi Operettszínház                           |  |
| Füredi Annabál                                                         | Szövegkönyv: Baróti Géza, vers: Dalos László                          | ??                 | ??                                                |  |

### Slágerek
| - A vén budai hársfák - Ámor, a szerelmesek cinkosa - Csopak, Somló, Badacsony - Így szép - Lecsó - Negyvenhatos sárga villamoson - Holdas éj a Dunán - Május van, az orgona virágzik - Vasárnap délután - Ott maradt Budán a szívem - Jó volna boldog lenni teveled - Én minden rosszat - Minek is van szerelem - Mia bella szinyorina - János legyen fenn a János hegyen - A szívemben egy szoba kiadó - Kié vagy, mondd - Mért vagy a másé? - Gyűlölöm magát - Szeretem én az uramat - Van, aki bevallja - Szeret-e még? - A lehulló falevelet | - Szerelmes lettem magába - Fodros szoknya - Szeressen úgy, ahogy csak tud - Jaj, de jó a habos sütemény - Bőg a tehén - Köszönöm, hogy imádott - Pá, kis aranyom - Rózsa, rózsa bazsarózsa - Becsíptem, mint egy potyka - Csa-csa-csak egy cseppet ittam - Hosszú az éjszaka - Maga nős ember - Egy kis rúzs - Egy csók és más semmi - Ha valaki szereti az urát - Hallod-e Rozika te - Egy kis édes félhomályban - A pénz beszél - Megöl a szerelem - Száll a hinta - Szegény ártatlan kislány - Aki autón járni óhajt - Holdvilágos éjszakán |